# OpenAI
OpenAI, Inc. američka je istraživačka organizacija za umjetnu inteligenciju (AI) osnovana u prosincu 2015. sa sjedištem u San Franciscu u Kaliforniji. Cilj mu je razviti „sigurnu i korisnu” umjetnu opću inteligenciju (AGI), koju definira kao „visoko autonomne sustave koji nadmašuju ljude u većini ekonomski vrijednih poslova”. Kao vodeća organizacija u tekućem procvatu umjetne inteligencije, OpenAI je poznat po GPT-ovoj obitelji velikih jezičnih modela, seriji modela teksta u sliku DALL-E i modelu teksta u video pod nazivom Sora. Njegovo izdanje ChatGPT-a u studenom 2022. zaslužno je za kataliziranje širokog interesa za generativnu umjetnu inteligenciju.
Organizacija se sastoji od neprofitne tvrtke OpenAI, Inc., registrirane u Delawareu, i njezine profitne podružnice osnovane 2019., OpenAI Global, LLC. Microsoft posjeduje otprilike 49 % kapitala OpenAI-ja, nakon što je uložio 13 milijardi dolara. Također, osigurava računalne resurse za OpenAI putem svoje platforme u oblaku, Microsoft Azurea.
U 2023. i 2024. OpenAI se suočio s više tužbi zbog navodnog kršenja autorskih prava protiv autora i medijskih tvrtki čiji je rad korišten za obuku nekih OpenAI-jevih proizvoda. U studenom 2023. Upravni odbor OpenAI-ja smijenio je Sama Altmana s mjesta glavnog izvršnog direktora, navodeći kao razlog nedostatak povjerenja u njega, ali ga je vratio pet dana kasnije nakon rekonstrukcije Upravnog odbora. Tijekom 2024. otprilike polovica tada zaposlenih istraživača sigurnosti AI-a napustila je OpenAI, navodeći istaknutu ulogu tvrtke u problemu u cijeloj industriji.